# Kastanospermum
Kastanospermum (lat. Castanospermum), monotipski rod mahunarki smješten u podtribus Angylocalycinae, dio klade ADA, potporodica Faboideae. 
Jedina vrsta je vazdazeleno drvo iz Australije (Novi Južni Wales, Queensland), Vanuatua i Nove Kaledonije, a uvezeno je i u neke druge tropske zemlje Afrike i Azije
- C. australe
- C. australe
- C. australe
- C. australe
- C. australe

## Sinonimi
- Castanocarpus australis (A.Cunn. ex Mudie) Sweet; Hort. Brit., ed. 2: 589 (1830)
- Castanospermum australe A.Cunn. & Fraser; Hook. Bot. Misc. 1: (1830) 241 t. 51
- Castanospermum australe var. brevivexillum F.M.Bailey; Queensland Agric. J. 1(6): 451 (1897)
- Castanospermum brevivexillum (F.M.Bailey) Domin; Repert. Spec. Nov. Regni Veg. 11: 263 (1912)
- Castanospermum cunninghamii J.M.Wood; Rep. Natal Bot. Gard.: 20 (1903)
- Vieillardia grandiflora Montrouz.; Mém. Acad. Imp. Sci. Lyon, Sect. Sci., sér. 2, 10: 196 (1860)